# Rheinkraftwerk Albbruck-Dogern
Das Rheinkraftwerk Albbruck-Dogern ist ein Laufwasserkraftwerk am Hochrhein. Es wurde zwischen August 1930 und September 1933 erbaut.

## Geschichte
Der Antrag für eine Konzession eines Wasserkraftwerkes mit einer Staustufe bei Dogern wurde von  Gruner aus Basel zusammen mit der Maschinenfabrik Escher Wyss & Cie. in Zürich eingereicht. Die Schweizer Konzession wurde am 11. Juni 1926 erteilt, die badische Konzession am 14. Juni 1926. Die beiden Konzessionen wurden per 29. November an die am 16. September von RWE und Badenwerk gegründete Rheinkraftwerk Albbruck-Dogern AG (RADAG) abgetreten. Die erste Konzession erlaubte nur eine Ausnutzung von 750 m³/s, was aber für das geplante Kraftwerk zu wenig war. Deshalb beantragte man schon während der Bauzeit eine Erhöhung auf 900 m³/s, welche man am 1. Dezember 1933 erhielt. Nach Messungen wurde die maximal zulässige Wassermenge auf 1060 m³/s festgelegt. Diese Erhöhung wurde vom Schweizer Bundesrat am 22. Dezember 1944 beschlossen. Die Konzession wurde im September 2003 erneuert und beinhaltet auch den Bau eines neuen Wehrkraftwerks neben dem Stauwehr auf Schweizer Seite. Dadurch kann sowohl die Gesamtleistung der Staustufe wie auch die Restwassermenge im Rheinlauf gesteigert werden.
Die Baukosten für die Errichtung der Anlage in den 1930er-Jahren betrugen 54 Millionen Reichsmark oder 67 Millionen Schweizer Franken.
Die Bauleitung für Hoch- und Tiefbauarbeiten unterlagen dem Ingenieurbüro von Heinrich Eduard Gruner, die Bauleitung für den elektrischen Teil unterlag der Rheinisch-westfälisches Elektrizitätswerk AG. Das Maschinenhaus steht auf dem Gebiet der deutschen Gemeinde Albbruck, das Wehr auf dem Gebiet der deutschen Gemeinde Dogern und der Schweizer Gemeinde Leibstadt. Auf Schweizer Seite steht das Wehrkraftwerk, das am 4. Dezember 2009 in Betrieb genommen wurde. Über das Wehr führt ein Fußweg.
Von September 2015 bis Mitte 2020 lief das Projekt Retrofit RADAG zur Optimierung der Maschinensätze. Um die Leistung der Anlage um 10 % zu erhöhen, wurden 43 Millionen Euro investiert. Im Jahr 2026 soll am Standort eine 50-MW-Elektrolyseanlage zur Produktion von jährlich 8000 Tonnen „grünem Wasserstoff“ in Betrieb gehen.

## Technik

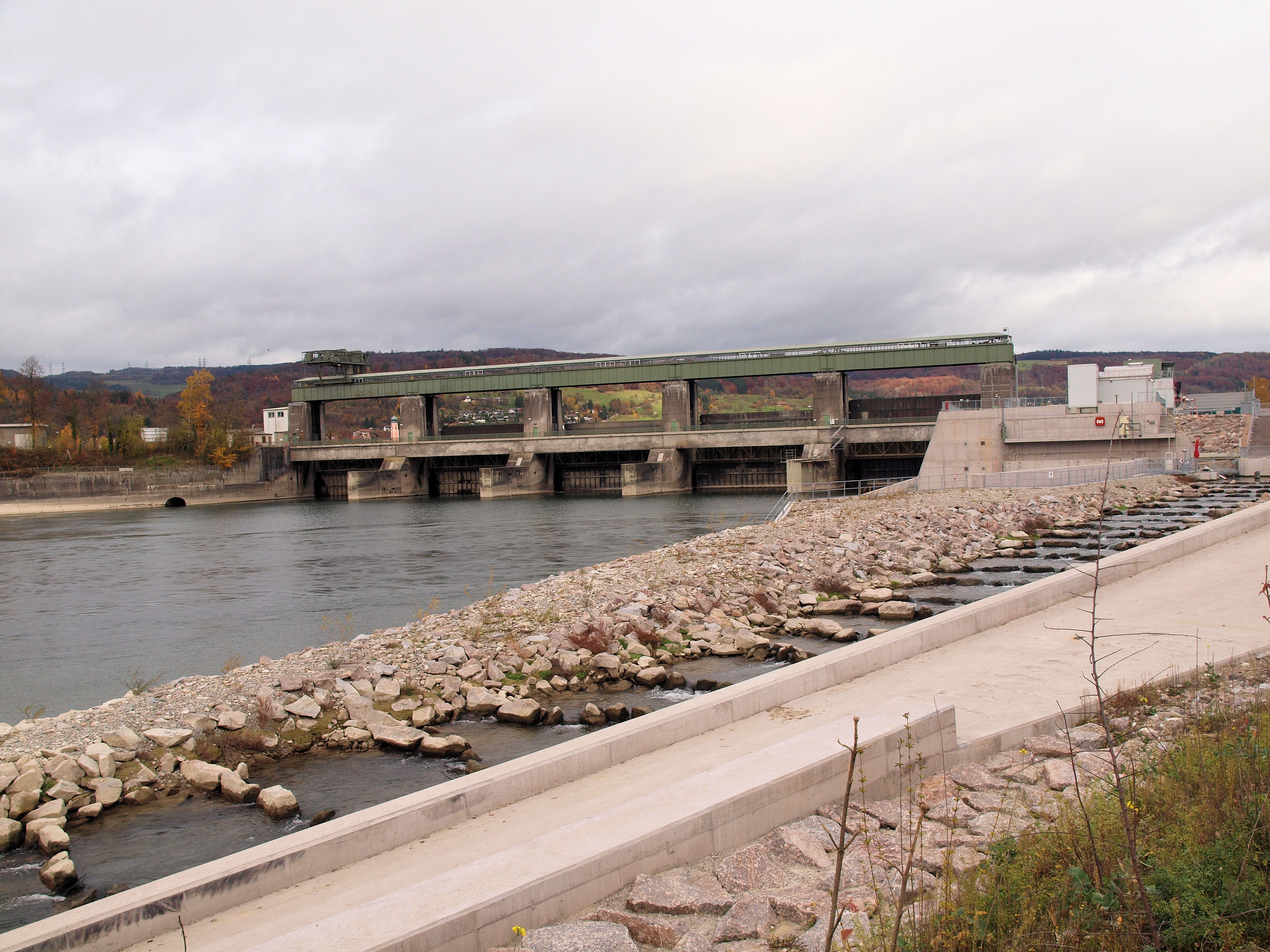
Das Stauwehr des Rheinkraftwerks Albbruck-Dogern

Das Stauwehr liegt rund 700 Meter oberhalb der Bahnstation Leibstadt, wo sich früher der Rhein aufteilte und um eine Auinsel floss. Das fünfschützige Wehr schließt den kompletten südlichen Hauptrheinlauf, wobei die drei südlichen Öffnungen auf Schweizer Gebiet und die beiden nördlichen Öffnungen auf deutschem Staatsgebiet liegen. Der nördliche Nebenarm wurde zum Oberwasserkanal des Kraftwerkes umgestaltet. Die dazwischenliegende Auhof-Insel wurde zu einem Staubecken (Aubecken).
Der Wasserzufluss erfolgt über ein 215 Meter langes Einlaufbauwerk, das aus einer etwa 5 Meter über die Rheinsohle ragenden Schwelle und einer 1,5 Meter tief ins Wasser ragenden Tauchwand besteht. Dies verhindert,  dass Geschiebe und Schwemmgut in den Oberwasserkanal eindringt. Das 255 Meter lange Einlaufbecken hat einen Grundablass. Der Oberwasserkanal ist 2,935 Kilometer lang und führt zu dem Maschinenhaus bei Albbruck, dem ein 200 Meter langer Unterwasserkanal anschließt. Der Einstau ist rund 12 Kilometer lang und reicht bis rund 400 Meter oberhalb der Eisenbahnbrücke Waldshut-Koblenz. Die auch bei dieser Staustufe geplante Grossschleuse wurde nie gebaut. Für Kleinboote wurde eine Kahnrampe erstellt. Zwischen 2007 und 2008 wurde neben dem Stauwehr auf Schweizer Seite ein Wehrkraftwerk errichtet, das am 4. Dezember 2009 in Betrieb genommen werden konnte.
Die Maschinenhalle beherbergt drei Kaplanturbinen mit einer Schluckfähigkeit von jeweils 350 m³/s. Das Wehrkraftwerk besitzt eine Rohrturbine mit einer Schluckfähigkeit von 300 m³/s.
Die drei ersten Generatoren hatten an der Klemme eine Maximalleistung von jeweils 25.000 Kilowatt (kW), zusammen also 75.000 kW. Durch durchgeführte Modernisierungen liegt die Leistung pro Turbinengruppe am Generator heute bei 28.000 kW, oder 84 MW. Dazu kommt noch das Wehrkraftwerk mit 24.000 kW. Die Staustufe besitzt 2010 insgesamt eine Maschinenleistung von 108 Megawatt. Bei der ursprünglichen Anlage von 1933 wurde von einer jährlichen Durchschnittsleistung von 530 Millionen Kilowattstunden pro Jahr ausgegangen. Der Betreiber gibt für 2010 als jährlich produzierbare Strommenge 650 Millionen Kilowattstunden pro Jahr an.
Das Kraftwerk speist auf deutscher Seite auf der 110-kV-Hochspannungsebene in das Stromnetz des Übertragungsnetzbetreibers Amprion ein. Außerdem speist das Kraftwerk in das Schweizer Stromnetz ein.

## Gesellschafter
Gesellschafter der Rheinkraftwerk Albbruck-Dogern AG (RADAG) sind:
- RWE Generation: 77 %
- AEW Energie: 17 %
- Energiedienst Holding: 5 %
- EnBW: 1 %

## Literatur

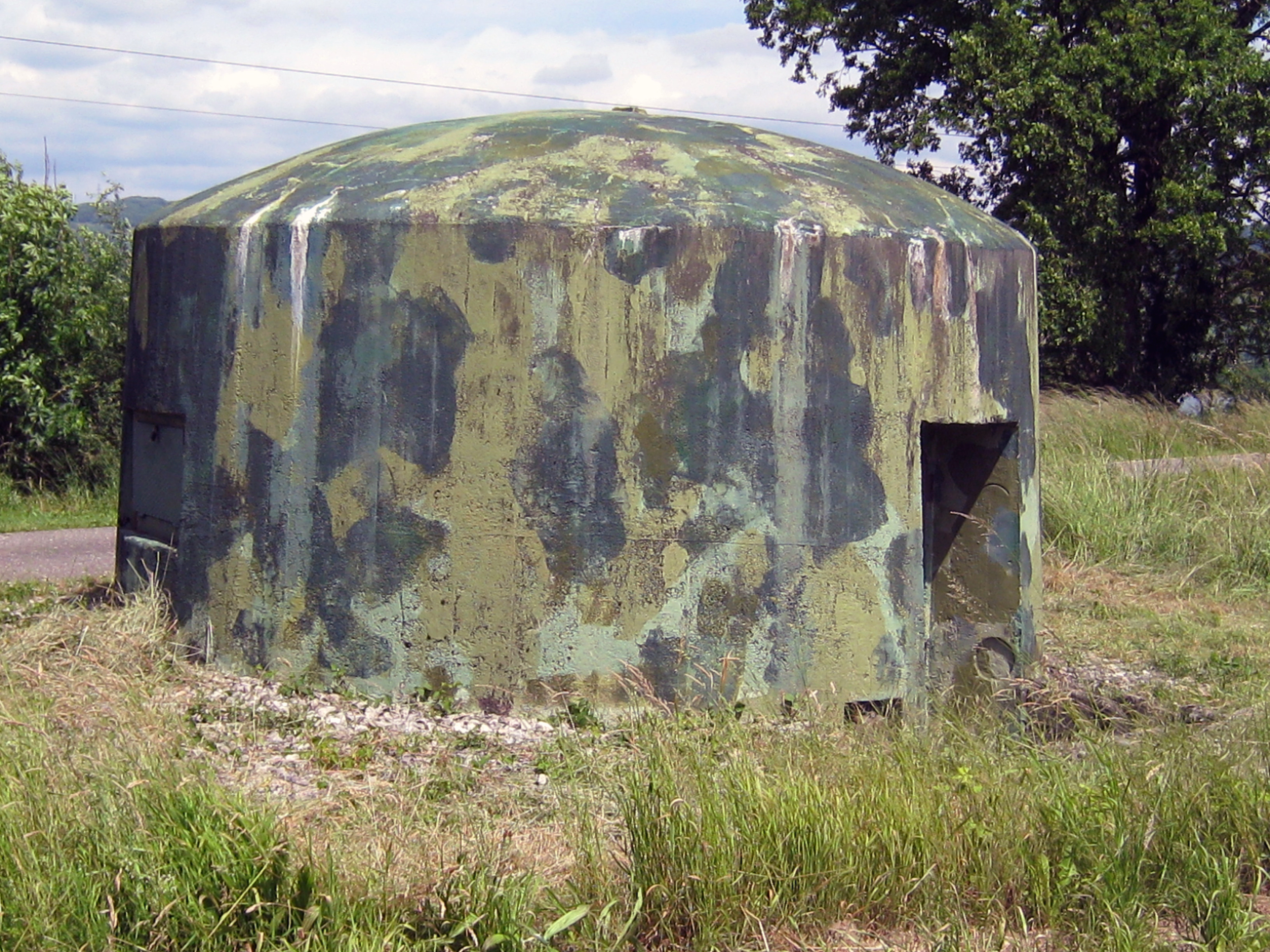
Ehemalige Zündstelle auf Schweizer Seite für die Sprengung im Kriegsfall